# La dama del alba (obra de teatro)
La dama del alba es una obra de teatro melodramática de 1944 del dramaturgo español Alejandro Rodríguez Álvarez (Alejandro Casona) escrita durante su estancia en Buenos Aires, Argentina, donde se instaló en 1939 tras exiliarse en 1937. Esta pieza teatral la publica por primera vez en España, en 1945, la revista Fantasía. Se trata de una de las piezas más representativas del autor y en ella se funden las leyendas asturianas y la mitología telúrica.

## Argumento
Ambientada en la Asturias rural, concretamente en Besullo, su pueblo. Se centra en las vivencias de una familia desolada por la muerte de Angélica, la mayor de cuatro hijos, quien supuestamente se ahogó en el río, pero cuyo cuerpo no apareció jamás. La madre no ha podido superar la desaparición de la joven y esto afecta al día a día del resto de los hijos y del abuelo, quienes viven un luto perpetuo porque la madre considera que "seguir adelante" sería como olvidar a su hija. Un día aparece por la casa una peregrina, buscando refugio, su aparición lo cambia todo a su paso.
La peregrina resulta ser la muerte, el abuelo se da cuenta de esto hablando con ella, porque le suena su cara, pero no sabe de qué. Hablando con ella se da cuenta de que justo ha estado en el pueblo tres ocasiones que se relacionan con tres muertes, pero en ninguna recuerda haberla visto. Hablando con ella se da cuenta de que la recuerda de cuando él mismo estuvo a punto de morir, que la vio. La peregrina tenía que estar en el río a las 9 de la noche, pero se queda sin quererlo dormida. Martín, quien estaba en los campos, se encuentra en el río a una mujer, Adela, que ha perdido el conocimiento tras intentar suicidarse. La socorre y se la lleva a la casa para darle cobijo y que entre en calor. En la casa se decide que Adela ocupe la habitación de Angélica, puesto que es la única habitación libre. La madre acepta a regañadientes y la peregrina, cuya misión ha sido fallida, se va del pueblo, para seguir con su camino, aunque antes de hacerlo avisa al abuelo de que volverá en siete lunas.
Los meses han pasado y Adela está completamente instalada en la casa. Tiene exactamente el papel de Angélica, se pone su ropa, duerme en su habitación y hasta está tejiendo un trabajo que Angélica dejó a medias al desaparecer. Llama madre a la madre y cuida de los niños junto con Telva. Es, por primera vez en su vida, feliz, y esa noche es la noche de San Juan, que se celebra en el pueblo con unas hogueras, y va a salir toda la familia a celebrarlo. La noche de San Juan es precisamente la noche en la que la peregrina ha de volver, porque han pasado siete lunas desde que se fue.
La relación de Adela con toda la familia es perfecta, salvo con Martín. Su relación es fría, Martín apenas la mira a la cara y evita estar a solas en una estancia con ella. Adela no sabe el por qué hasta que tiene esa tarde, la tarde previa a la noche de San Juan, una conversación con Martín. Martín le revela en esa conversación a Adela dos secretos: que Angélica no ha muerto, sino que se había escapado con un amante; y que está enamorado de ella, de Adela. Martín había ocultado la realidad de la desaparición de Angélica para proteger su reputación. Angélica había perdido su pañuelo en el río al huir, todos la habían dado por muerta y él simplemente calló la realidad. Martín sabía que se había ido con un amante porque vio como Angélica cruzaba el río y vio que al otro lado la esperaba un hombre con dos caballos. Aunque Martín la buscó toda la noche, no dio con ellos y cuando volvió decidió callar la verdad. Tras ambas confesiones, después de que Martín le dijera a Adela que la quiere, se besan, porque ella también lo ama. Ambos saben que esa relación no puede ser, por las habladurías y porque esa relación sería como sustituir por completo a Angélica. Por este motivo Martín decide partir a la mañana siguiente a Castilla, para separarse de Adela y del pueblo y evitar la tentación, pero juntos deciden pasar la última noche en la fiesta. La peregrina, que acababa de llegar junto a los niños, presencia toda esta conversación entre Adela y Martín a escondidas.
La peregrina se dirige al abuelo tras escuchar la conversación y le dice que esté tranquilo, que no tema, que ya sabe cuál es el motivo por el que ha venido a la casa y que ninguno de sus seres queridos va a morir esa noche.
Llega la noche y con ella la fiesta y las hogueras. Esta festividad también está relacionada con la fiesta del agua porque se considera que, debido a que se trata de la fiesta de San Juan Bautista (quien bautizó a Jesucristo), se afirma que esa noche el agua tiene poderes milagrosos. Aparecen en la casa unos jóvenes en busca de leña para las hogueras y para llevarse también a las mozas de la casa a la fiesta, llevándose a Telva.
La madre entra en escena, queriendo hablar con Adela. La madre le dice a Adela que se ha dado cuenta de que Martín siente algo por ella y que, si ella siente lo mismo por él, tiene su bendición. Que no se va a interponer entre los dos. Tras esta conversación se van todos a la fiesta, el abuelo incluido. Solo se queda en la casa la peregrina. 
Llega a la casa Angélica, muy triste, y se encuentra a la peregrina. Ambas mantienen una conversación en la que Angélica revela lo infeliz que ha sido los cuatro últimos años. Ese es el motivo por el que Angélica vuelve, para pedir el perdón de su familia y tratar de recuperar el cariño de Martín. La peregrina le dice que eso ya no es posible, porque su familia ya la ha olvidado y Martín se ha enamorado de nuevo. Le explica que todo el mundo cree que está muerta y que revivir ese dolor sería peor. La peregrina la convence para que muera en el río, como supuestamente había muerto hacía cuatro años, y que su muerte y encontrar su cuerpo supondría a la familia la felicidad de poder enterrar a una hija. Angélica acepta, pues entiende que es mejor que su familia se quede con un buen recuerdo suyo, y se van ambas al río.
Cuando el baile acaba se empiezan a escuchar gritos de la gente que afirman haber encontrado el cuerpo de Angélica en el río. La madre llora y grita tanto de alegría como de dolor por haber encontrado a su hija muerta, pero alegre por poder al fin enterrarla. Esto genera en el pueblo una especie de leyenda en torno a Angélica, que "milagrosamente" ha sido devuelta por el río cuatro años después de su muerte, en perfectas condiciones, para poder ser enterrada.

### Personajes
- Abuelo
- Madre
- Andrés (hijo mayor)
- Dorina (hija)
- Falín (hijo)
- Peregrina (la dama del alba)
- Adela (mujer que Martín rescata del río)
- Martín de Narcés (viudo de Ángélica)
- La hija (Angélica, la mayor de los hijos pero muerta)
- Telva, la criada
- Quico, mozo del molino
- Sanjuaneras

### Espacio, tiempo y forma
La obra comienza: "En un lugar de las Asturias de España. Sin tiempo." Aquí se ven claramente las intenciones de Casona que le interesan para la configuración de un espacio en el imaginario colectivo, pero no el cuándo, porque no importa. El dónde es concretamente su "aldea natal", como él mismo afirma, pues Asturias para él era una gran fuente de inspiración y al estar exiliado echa de menos su hogar, Besullo y los ríos que tiene.
Esta pieza está dividida en cuatro actos que transcurren en el mismo espacio, la casa de labranza de la familia. Entre el primero y el segundo acto transcurren apenas unos minutos. Entre el segundo y el tercero, en cambio, transcurren siete meses, pero otra vez, entre el tercero y el cuarto, vuelve a transcurrir un rato apenas. La división de estos actos, salvando el salto entre el segundo y el primero, está marcada por la entrada o la salida de algún personaje en escena. Toda esta estructura es bastante clasicista.

### Tema principal
La muerte es el tema principal de la obra teatral, pero no solamente es un tema, puesto que en la obra la muerte tiene rostro y voz, existe una personificación de la muerte. La voz que Alejandro Casona le pone a la muerte tiene unas cualidades que le hacen ser bondadosa y, sobre todo, consoladora. No busca trasmitir miedo ni incomprensión, sino que la hace humana. En la obra, la muerte afirma no sentirse a gusto con el papel que realiza, pero también explica que es parte de la vida, y que sin la vida no hay muerte y viceversa. La muerte en esta obra es una compañera y una amiga, y entender la muerte así es esencialmente poético.
Otros temas que están presentes son el amor, el suicidio, el adulterio y la inocencia de los niños, quienes sin saber quién es la peregrina la acogen como a una amiga.

### Lenguaje
El lenguaje de la obra está cargado de metáforas, sinestesias, comparaciones e imágenes, todo ello conforman esa atmósfera mágica y poética de la obra teatral. El objetivo de Casona con la obra era expresar de forma convincente "la belleza de la muerte", objetivo que consigue mediante un lenguaje lírico. También el libro está cargado de un lenguaje popular y de asturianismos, que enriquecen a los personajes y los hacen más reales, aportando verosimilitud y coherencia. Por último, aparecen también canciones populares típicas asturianas, sobre todo en el acto tercero y el cuarto, relacionadas con la hoguera de San Juan.

## Representaciones
El estreno mundial fue en el Teatro Avenida de Buenos Aires, el 3 de noviembre de 1944, interpretada por Margarita Xirgu, Alberto Closas, Susana Canales y Amelia de la Torre.
La obra se estrenó en España el 23 de abril de 1962 en el Teatro Bellas Artes de Madrid, con dirección de José Tamayo Rivas, escenografía de Emilio Burgos e interpretación de Antonio Vico, Ana María Noé, Asunción Sancho, Julieta Serrano y Gemma Cuervo.
Esta obra ha sido llevada en dos ocasiones al cine: tanto en 1949, en México, por Emilio Gómez Muriel, con el título de La dama del alba; como en 1966, en España, por Francisco Rovira Beleta, con el título también de La dama del alba.
Su versión en ópera se estrenó en septiembre de 2022 en el Teatro Campoamor de la Ópera de Oviedo, con música de Luis Vázquez del Fresno y dirección de escena de Emilio Sagi.
Ha sido representada en varias ocasiones por la Asociación Cultural de Teatro "Las Palmeras", en la Casa de la Cultura de Torrejón de la Calzada en 2023 y en el Centro Cívico Juan de la Cierva de Getafe en mayo de 2024 en favor de afectados de esclerosis múltiple, donando su recaudación a la Asociación de Getafe de Esclerosis Múltiple (AGEDEM).